# Frontière entre l'Angleterre et l'Écosse
La frontière entre l'Angleterre et l'Écosse (en anglais Anglo-Scottish border, English-Scottish border ou The Border ; en scots Scots-Inglis Border) est une limite administrative infranationale délimitant deux des quatre nations constitutives du Royaume-Uni : l'Angleterre au sud et l'Écosse au nord. Elle est intégralement située sur l'île de Grande-Bretagne et la traverse d'est en ouest de la mer du Nord à la mer d'Irlande.

## Tracé

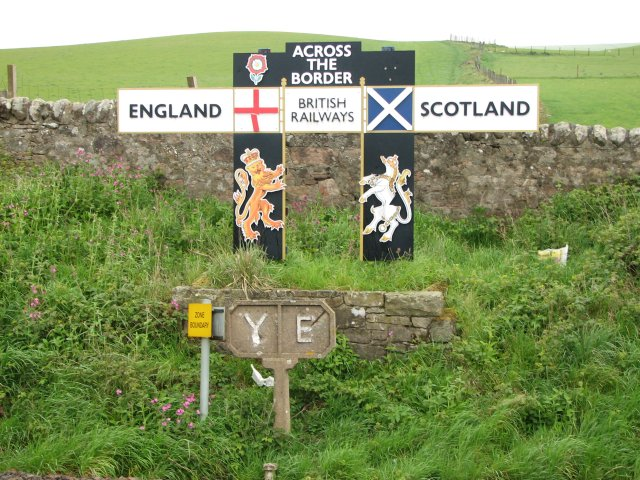
Panneaux indiquant la frontière entre l'Angleterre (à gauche) et l'Écosse (à droite).

À l'est, cette frontière débute sur le littoral de la mer du Nord, à quelques kilomètres de la ville anglaise de Berwick-upon-Tweed et de l'embouchure de la Tweed. Cette rivière matérialise ensuite la frontière sur plusieurs kilomètres pour la quitter et obliquer vers le sud puis le sud-ouest. Elle rattrape ensuite la Kershope Burn, un affluent de l'Esk qu'elle quitte ensuite pour déboucher sur l'extrémité du Solway Firth, une baie de la mer d'Irlande, juste au sud de la ville écossaise de Gretna.
La frontière mesure 154 kilomètres de longueur. Il s'agit de la seule frontière terrestre de l'Écosse, l'Angleterre possédant une autre frontière terrestre avec le pays de Galles.

## Histoire
Dans l'Antiquité, cette frontière méridionale de l'Écosse était matérialisée par le mur d'Hadrien érigé par les Romains aux limes de leur empire. Cette fortification se situe plus au sud que la frontière actuelle mais toutes les deux ont pour extrémité occidentale le Solway Firth.
Le Firth of Forth marquait la frontière entre le royaume picto-gaélique d'Alba et le royaume anglien de Northumbrie au début du Xe siècle. Elle est devenue la première frontière anglo-écossaise avec l'annexion de la Northumbrie par l'Angleterre anglo-saxonne au milieu du Xe siècle. En 973, Kenneth, roi d'Écosse, assista le roi anglais, Edgar le Pacifique, à son conseil de Chester. Après que Kenneth aurait rendu hommage, Edgar a récompensé Kenneth en lui accordant le Lothian. Malgré cette transaction, la région ne fut finalement pas colonisée et elle fut prise par les Écossais lors de la bataille de Carham en 1018, et le fleuve Tweed devint de facto la frontière anglo-écossaise. La ligne Solway–Tweed a été établie légalement en 1237 par le traité de York entre l'Angleterre et l'Écosse. Elle est depuis la frontière entre les deux royaumes, à l'exception des Debatable Lands, au nord de Carlisle, et d'une petite zone autour de Berwick-upon-Tweed, qui a été prise par l'Angleterre en 1482. Berwick n'a été entièrement annexée à l'Angleterre qu'en 1746, par le Wales and Berwick Act.